# Carlos Yaqué
Carlos Alberto Yaqué (Ciudadela, provincia de Buenos Aires, 12 de septiembre de 1971) es un exfutbolista argentino. Jugaba de delantero y su último equipo fue el Comunicaciones de la Primera B de Argentina. Su hijo Nicolas Yaqué también es futbolista, juega en el Club Almagro.

## Trayectoria
Yaqué inició su carrera en Almagro, club que lo ha identificado toda la vida y donde tiene planes de retirarse. Es el tercer máximo goleador en la historia del club, logrando más de 100 goles.
Se retiró a los 40 años en Comunicaciones. Su último partido fue ante Villa San Carlos el 8 de diciembre de 2011. En total anotó 245 goles con las 16 camisetas que vistió, en Argentina, Colombia, Italia, Perú, Ecuador y España.

## Clubes
Actualizado hasta fin de carrera deportiva.
| Club                    | País      | Año       | Part. | Goles | Prom. |
| ----------------------- | --------- | --------- | ----- | ----- | ----- |
| Almagro                 | Argentina | 1989-1992 | 74    | 26    | 0,35  |
| Nueva Chicago           | Argentina | 1992-1993 | 14    | 2     | 0,14  |
| Almagro                 | Argentina | 1994-1997 | 90    | 34    | 0,37  |
| Ferro Carril Oeste      | Argentina | 1997-1998 | 27    | 8     | 0,30  |
| Reggina                 | Italia    | 1998-1999 | 5     | 1     | 0,20  |
| Estudiantes de La Plata | Argentina | 1999-2000 | 28    | 5     | 0,18  |
| Universitario           | Perú      | 2000      | 20    | 8     | 0,40  |
| Argentinos Jrs.         | Argentina | 2000-2002 | 44    | 12    | 0,27  |
| Liga de Quito           | Ecuador   | 2002      | 18    | 8     | 0,44  |
| AD Ceuta                | España    | 2003      | 12    | 5     | 0,41  |
| Huracán                 | Argentina | 2003-2004 | 30    | 9     | 0,30  |
| Defensores de Belgrano  | Argentina | 2004-2005 | 27    | 6     | 0,22  |
| Almagro                 | Argentina | 2005-2006 | 39    | 12    | 0,31  |
| Villa Mitre             | Argentina | 2006-2007 | 15    | 2     | 0,13  |
| Los Andes               | Argentina | 2007-2009 | 60    | 19    | 0,32  |
| Sarmiento               | Argentina | 2010      | 25    | 4     | 0,16  |
| Comunicaciones          | Argentina | 2011      | 15    | 1     | 0,06  |
| Total carrera           |           | 1989-2011 | 543   | 162   | 0,30  |

## Palmarés

### Campeonatos nacionales
| Título                     | Club          | País | Año  |
| -------------------------- | ------------- | ---- | ---- |
| Campeonato Descentralizado | Universitario | Perú | 2000 |